# Noura (entreprise)
 (juillet 2019).
Si vous disposez d'ouvrages ou d'articles de référence ou si vous connaissez des sites web de qualité traitant du thème abordé ici, merci de compléter l'article en donnant les références utiles à sa vérifiabilité et en les liant à la section « Notes et références ».
Pour les articles homonymes, voir Noura (homonymie).
Noura est un groupe propriétaire de l'enseigne éponyme de restauration de cuisine libanaise, installée à Paris depuis 1989 et présente à Londres.